# Malthinus biguttatus
Malthinus biguttatus är en skalbaggsart som först beskrevs av Carl von Linné 1758.  Malthinus biguttatus ingår i släktet Malthinus, och familjen flugbaggar. Arten är reproducerande i Sverige.